# Hafniomonas
Hafniomonas, rod zelenih algi iz porodice Dunaliellaceae, dio reda Chlamydomonadales. Sastoji se od 10 priznatih vrsta.

## Vrste
1. Hafniomonas botryodes (F.W.Jane) Ettl
2. Hafniomonas conica (H.Ettl) Nakada & Nozaki
3. Hafniomonas heom Nakada & Nozaki
4. Hafniomonas hubeiensis H.J.Hu
5. Hafniomonas laevis Nakada, Suda & Nozaki
6. Hafniomonas montana (Geitler) Ettl & Moestrup
7. Hafniomonas plurisigma (Ettl) Ettl
8. Hafniomonas reticulata (Korshikov) Ettl & Moestrup
9. Hafniomonas stellata (M.O.P.Iyengar) Nakada & Nozaki
10. Hafniomonas turbinea Nakada & Nozaki